# 廣瀬誠 (柔道)
廣瀬 誠（広瀬 誠、ひろせ まこと、1976年11月22日 - ）は、愛知県西尾市出身の日本の柔道家。視覚障害者柔道60kg級の選手。身長166cm。愛知県立名古屋盲学校の教員。

## 経歴
柔道は西尾東高校に入ってから始めた。運動好きではあったが、運動神経はそこまでよくはなく、高校入学時に部活を選択する際「球技でも団体競技でもないもの」を選ぼうとして、消去法で柔道を始めたものだったが、どんどんのめりこんでいったという。しかし、2年の時に視神経萎縮となるレーベル病を患ったことで生活が著しく不便になり、孤独を感じたこともあった。しかしながら、柔道仲間が心の支えになったという。
高校卒業後はあん摩マッサージ指圧師・鍼灸師の免許取得のため、岡崎市の盲学校に進学。更に盲学校卒業後は筑波大学理療科教員養成施設に進みながら柔道を続けた。実業団の東レで練習を続け、この頃に視覚障害者柔道に出会い、大会に出場するようになる。競技人口の少なさから、1回目の大会出場から優勝し続けたものの、実業団での練習では健常者に負けてしまうため、大会の成績が良くとも納得していなかったという。
大学で教員免許を取得するも、卒業後は治療院で働く。その後、地元愛知県の盲学校に空きができていることを聞き、採用試験を受けて2004年より愛知県立名古屋盲学校の教員となり、教員と柔道家の二足の草鞋を履くこととなった。
2004年にはアテネパラリンピックに出場して決勝まで進むが、キューバのセルジオ・アルトゥロ・ペレスに敗れて銀メダルに終わった。その後、ペレスがドーピング違反により失格になったものの広瀬が金メダルに繰り上がることはなかった。
2008年の北京パラリンピックでは7位にとどまった。このあたりからパラリンピック柔道競技のレベルが急激に上がっていったという。
2012年のロンドンパラリンピックでは5位に終わり、一旦は引退も決意したがまだ幼い3人の娘たちに勇姿を見せたいがために思いとどまった。娘たちの写真をお守り代わりにいつも身に付けているという。
2016年のリオデジャネイロパラリンピックでは決勝まで進むも、世界ランク1位であるウズベキスタンのシェルゾド・ナモゾフに合技で敗れたが、アテネパラリンピック以来12年ぶり2度目となる銀メダルを獲得した。その後、「ただのオヤジになります」とコメントして正式に引退を表明した。
現役引退表明後も第一線からは退きながらも柔道を続けているほか、2012年からは柔術にも取り組んでいる。
盲学校で出会った音楽教員と2006年に入籍、2007年に結婚し、2010年、2012年、2014年に女児が生まれ、現在は三児の父である。

## 主な戦績
60kg級での戦績
- 2004年 - アテネパラリンピック 2位
- 2008年 - 北京パラリンピック 7位

66kg級での戦績
- 2011年 - IBSAワールドゲームズ 3位
- 2012年 - ロンドンパラリンピック 5位
- 2014年 - 2014年アジアパラ競技大会 5位

60kg級での戦績
- 2015年 - IBSAワールドカップ 3位
- 2015年 - IBSAワールドゲームズ 3位
- 2016年 - リオデジャネイロパラリンピック 2位

(出典 JudoInside.com)。